# 11式匕首枪
11式匕首槍（英語：QSB-11）是一款由中华人民共和国国营974厂（九七四厂）研製和生產的、內建4發式击發机构的自卫用途求生匕首。

## 歷史
尽管91式匕首槍发射的7.62×17毫米1964年式手枪子弹火力已经比82-2式匕首槍的.22 LR弹药（5.6毫米运动步枪弹）有所增强，但仍然不足以制敌。
随着7.62毫米口径逐渐的退出我国武器装备体制，随之替代的5.8×21毫米毫米小口径已经在单兵枪族、手枪上广泛应用，特战武器的更新换代也無可避免。
顺应潮流的新一代匕首枪，QSB-11采用了5.8×21毫米口径，经过国家鉴定后定型，为QSB-11式5.8毫米匕首枪，目前该已装备特种部队使用。

## 用途
QSB-11主要供應空降部隊、特种作战人员与特種警察，在敌后执行特殊任务中，近距离内歼敌。
除手枪及匕首功能以外，QSB-11还具备锯、锉、剪、刺、开罐头、开瓶盖等多种功能，在恶劣的环境中能排除障碍，增加了野战生存能力。

## 设计细节
匕首枪可说是从古代延用至今的匕首，与現代由击發机构所组成的枪械的结合型态。
QSB-11由匕首、枪身、瞄准具、击發机、刀鞘等组成，重量轻便、结构简单、用途广泛、使用方便。

### 匕首
匕首的刀身具备了求生刀的特性，延长至166毫米，并且优化其刃形设计，能轻易刺穿25毫米厚的松木板。
QSB-11的刀鞘设计也比较实用，除了收纳匕首枪外，增加了磨刀石和锉的功能，还能与刀体结合进行剪切动作。
使用者如果与刀鞘上的剪支座配合，可剪断3毫米以下的钢丝；刀背的锯锉和平锉，可锯锉厚木与钢铁等较硬的物体。

### 枪械

#### 保險系統
QSB-11的手柄内装有4根沿匕首轴线对称排列的枪管，並以刀体为分界线一边分布2根枪管；QSB-11的枪管兼作供弹具。
为了安全，QSB-11设有保险机构，分別是设置在扳机前面的手动保险与握把底部设有的保险绳，藉由双重保险，以避免误击发；手動保險在设定锁定后，扳机就无法推动，需要露出红点才解脫保险。

#### 使用彈藥
QSB-11的总容弹量4發，發射中国生产、取自92式的5.8×21毫米消聲手枪子彈，可在10公尺的距离上击穿厚达120毫米的红松木板。

#### 擊發系統
击發子弹时，使用者必须将QSB-11的刀鞘取下，意味著刀身上刀鞘时不可射击。
QSB-11的击发发射组件与枪管座采用右旋螺纹联接，击针与击發机位于旋入式后盖以內，扳機改为前推式结构，扣力与行程比QSB-91分別要小和短得多；需要射击的时候，用拇指按住握把上设有的凸起狀扳机，並向前推动。
装弹时，使用者需要先卸下后盖，并依次将子弹裝入4根枪管以内，然后旋紧后盖。此时，武器的枪机已经处于待击状态。装弹以后，两个组件连接锁紧后同时具有闭锁作用。
当拧下后盖以后，每根枪管都会露出后膛用，以退出弹壳及重新装填；枪身内亦设有两具退壳挺，射击完毕后能同时退出4枚弹壳。
使用扣动扳机以后，击锤在击锤簧力的作用下，使击针对准击针孔，打击子弹底火使其点燃發射药，产生火药燃气，以推动弹头沿膛线向前运动，飞出枪管。
如此一来，不仅最大限度地降低故障率，而且一旦出现哑弹情况，可再次扣动扳机直接击发下一发枪弹，从根本上增强了武器发射的可靠性；每扣动一次扳机即可發射一發，直至枪身以内4發子弹發射完毕，再退壳重新装弹。

## 比较
与QSB-91的4管共用1套击发装置不同，QSB-11每根枪管均配有一套与之配合的击发装置。
QSB-11的结构与QSB-91相反，比中国早期生产的82-2式匕首枪稍为複雜，将原来3枚击针增为4枚；但枪管亦是4根，使射手有了更多的射击机会。而5.8×21毫米小口径弹药在发射噪音与後座力都比QSB-91的7.62×17毫米弹药要小。
与NRS匕首槍相比，QSB-11的结构正好相反。
NRS僅有一發，而且枪管向后开口，射击时刀尖对着射手，有著对射手心理造成不安全感，甚至被後座力反杀自身的风险；而QSB-11装弹量多3發，刀尖、枪管都对向目标，即使与敌近身白刃格斗，仍会有更多的射击机会。
尽管其發射的彈藥並非NRS所發射的消聲彈藥，但發射的DCV05式消聲子彈仍具有減少发射痕迹的效果。

## 使用者
- 中华人民共和国
  - 武警特種警察
  - 中国人民解放军空降部隊
  - 中国人民解放军特种部隊

## 資料來源
1. ↑  .   [2019-11-27]. （原始内容存档于2020-04-30）.
2. ↑  .   [2019-11-27]. （原始内容存档于2020-04-30）.

## 外部連結
- （简体中文）—国产新型特战格斗武器QSB11式5.8毫米匕首枪（页面存档备份，存于）
- （简体中文）—特种兵的利刃——国产QSB11式匕首枪真实体验（页面存档备份，存于）